# Hwang Sun-won
Hwang Sun-won (* 26. März 1915 in Taedong-gun, P’yŏngan-namdo; † 14. September 2000) war ein südkoreanischer Schriftsteller.

## Leben
Hwang Sun-won wurde 1915 im Kreis Taedong in P’yŏngan-namdo (heute Nordkorea) geboren. Er debütierte bereits als Schüler im Jahr 1931 mit seinen Gedichten Mein Traum (나의 꿈) und Fürchte dich nicht mein Sohn (아들아 무서워 말라) in der Zeitschrift Licht des Ostens (Tonggwang). Ab 1934 besuchte er die Vorbereitungsschule für die Waseda-Universität. Während dieser Zeit gründete er eine Theatergruppe namens "Tokyoter Studenten-Kunstgruppe" (Tonggyǒng haksaeng yesuljwa) mit seinen Kommilitonen Lee Hae-rang und Kim Dong-won. Im November 1934 veröffentlichte der Schriftsteller seine erste Gedichtsammlung Gesang (방가 放歌). Im Jahr 1936 begann er am Anglistik-Institut der Waseda-Universität zu studieren. Seit 1957 war er Mitglied der südkoreanischen National Academy of Arts. Von 1957 bis 1992 war er als Professor an der Kyung-Hee-Universität tätig und wurde 1982 zum Ehrenprofessor ernannt.
Bis 1937 veröffentlichte Hwang Sun-won zwei Gedichtsammlungen. Danach widmete er sich jedoch dem Schreiben von Kurzgeschichten und Romanen. Seine Werke zeichnen sich durch lyrische Schönheit aus.
Hwang Sun-won war Zeitzeuge des Leidens der Koreaner infolge von Unterdrückung, Kolonialismus, Ideologiekampf, Koreakrieg, Industrialisierung und Militärdiktatur. Anstatt das Elend wiederzugeben, versuchte er in seinen Werken die Belastbarkeit des koreanischen Geistes darzustellen und die Entstehung von Liebe in den unwahrscheinlichsten Situationen. In Kraniche (학) zum Beispiel, geht es um zwei Kindheitsfreunde, die aufgrund ihrer ideologischen Zugehörigkeit nun gegeneinander stehen, aber dennoch ihre Liebe zueinander wiederfinden. Der Regenschauer (소나기) betont das Pathos und die Schönheit der Liebe zwischen zwei Kindern. Kinder kommen oft in Hwang Sun-wons Kurzgeschichten vor und repräsentieren Reinheit. In Der Sumpf (늪) und Die Sterne (별) wird außerdem Sorge über die Kürze der Kindheit geäußert. 
Hwang Sun-wons spätere Romane hingegen beschäftigen sich direkter mit den Turbulenzen der koreanischen Geschichte. Die Nachfahren von Kain (카인의 후예) schildert die tragische Konsequenz des Klassenkonfliktes zwischen einem jungen Liebespaar. Bäume am Abhang (나무들 비탈에 서다) beschreibt den Prozess, durch den die kriegstraumatisierte koreanische Jugend wieder Heilung und Vergebung findet. Hwang Sun-wons Kurzgeschichten und Romane zählen zu den bedeutendsten fiktionalen Werken der modernen koreanischen Literatur.
Zu Ehren Hwang Sun-wons wurde im Kreis Yangp'yŏng ein Dorf namens Sonagi errichtet, benannt nach seinem berühmten Werk Sonagi (Der Regenschauer). Es besteht aus einer Ausstellungshalle über Hwang Sun-won und dessen Werke sowie einer Art Themengarten. Besucher können dort auch den Regenschauer genießen.
Er ist Vater von Hwang Tong-gyu.

## Arbeiten

### Koreanisch
Gedichtsammlungen
- 방가 Gesang (放歌) (1934)
- 골동품 Kuriositäten (1936)

Kurzgeschichtensammlungen
- 황순원 단편집 Hwang Sun-won Kurzgeschichtensammlung (1940) später zu 늪 Der Sumpf umbenannt
- 별 Die Sterne (1941)
- 목넘이 마을의 개 Der Hund des Dorfes Mongnŏmi (1948)
- 기러기 Wildgänse (1951)
- 곡예사 Akrobaten (1952)
- 학 Kraniche (1953)
- 잃어버린 사람들 Verlorene Seelen (1958)
- 소나기 Der Regenschauer (1959)
- 너와 나만의 시간 Nur deine und meine Zeit (1964)
- 탈 Masken (1976)

Romane
- 별과 같이 살다 Leben mit den Sternen (1950)
- 카인의 후예 Die Nachfahren von Kain (1954)
- 인간접목 Menschenpropfung (1957)
- 나무들 비탈에 서다 Bäume am Abhang (1960)
- 일월 Sonnenschein, Mondschein (1964)
- 움직이는 성 Das sich bewegende Schloss (1973)
- 신들의 주사위 Die Würfel der Götter (1982)

### Übersetzungen

#### Deutsch
- Der Regenschauer (소나기), übers. Tschang Boum Rieh, in: Tschang Boum Rieh (Hrsg.), Die Bunten Schuhe, Korea in Erzählungen der besten zeitgenössischen Autoren, Herrenalb/Schwarzwald 1966 (Geistige Begegnung, Bd. 16), 15–25.
- Die Verlorenen (잃어버린 사람들), übers. Tschang Boum Rieh, in: Tschang Boum Rieh (Hrsg.), Die Bunten Schuhe, Korea in Erzählungen der besten zeitgenössischen Autoren, Herrenalb/Schwarzwald 1966 (Geistige Begegnung, Bd. 16), 26–49.
- Goldsand, übers. Tschang Boum Rieh, in: Tschang Boum Rieh (Hrsg.), Die Bunten Schuhe, Korea in Erzählungen der besten zeitgenössischen Autoren, Herrenalb/Schwarzwald 1966 (Geistige Begegnung, Bd. 16), 50–63.
- Stunden nur für dich und mich (너와 나만의 시간), übers. K.S. Kuh, in: K.S. Kuh (Hrsg.), Moderne koreanische Erzählungen, Bonn: Inst. f. Korean. Kultur 1984, ISBN 3-923734-06-9.
- Hwang Sunwon und seine Erzählung „Das Kalb“, zus.gest. Albrecht Huwe, in: Orientierungen: Neue Mitteilungen des Seminars für Orientalische Sprachen der Universität Bonn, Hrsg. Wolfgang Kubin, 2.1991, 135–142.
- Bäume am Abhang (나무들 비탈에 서다), übers. Ki-Hyang Lee, Martin Herbst, Würzburg: Königshausen & Neumann 2011, ISBN 3826046226.
- Nur deine und meine Zeit (너와 나만의 시간), in: Anja K. Haftmann (Hrsg.): Versammelte Lichter. Moderne koreanische Erzählungen, Bd. 2, Bielefeld: Pendragon 2002, ISBN 3-934872-34-4.
- Die Nachfahren Kains (카인의 후예), übers. Sebastian Bring, St. Ottilien: EOS Verlag 2022 (Korea erzählt, Bd. 8), ISBN 3-8306-8035-X.

#### Englisch
- Lost Souls, Columbia University Press (2009) Kurzgeschichten von Hwang Sun-won
- The Descendants of Cain (카인의 후예), M.E. Sharpe (1997)
- Trees on a Slope (나무들 비탈에 서다), University of Hawaii Press (2005)
- Trees on the Cliff (나무들 비탈에 서다), Larchwood Publications Ltd. (1980)
- Sunlight, Moonlight (일월), Si-sa-yong-o-sa, Inc (1990)
- The Moving Castle (움직이는 성), Si-sa-yong-o-sa, Inc (1985)
- The Stars and Other Korean Short Stories, Heinemann Asia (1980)

## Auszeichnungen
- 1955: 아시아자유문학상 (Asiatischer Freiheitspreis Literatur)
- 1961: 예술원상 (Preis der Kunstakademie der Republik Korea)
- 1966: 3.1문화상 (Kulturpreis des 1. März)
- 1987: 제1회 인촌상 문학부문 (Inch’on Preis in der Kategorie Literatur)
- 2000: 금관문화훈장 (Kulturorden in Gold)